# Comité civique pro-Santa Cruz
Le Comité civique pro-Santa Cruz est une association civique fondée en 1950 afin de « défendre les intérêts de Santa Cruz face à l’État ». Il est composé de quelque trois cents organisations. Son siège est situé à Santa Cruz de la Sierra, dans l'orient bolivien. 

## Histoire
Le Comité civique pro-Santa Cruz a soutenu en 1971 le coup d’État de Hugo Banzer.
À l'issue des troubles sécessionnistes de 2008, le Comité est intervenu en faveur de la libération du gouverneur du Pando, Leopoldo Fernandez, accusé d'avoir organisé un massacre au cours duquel une quinzaine de paysans favorables au président Evo Morales ont été abattus par des militants sécessionnistes.
Le Comité s'est fermement engagé contre la réélection d'Evo Morales lors de l'élection présidentielle de novembre 2019. Dès le 22 octobre, fer de lance de l’agitation, il annonce la paralysie du pays. Les affrontements qui s'ensuivent conduiront l’armée et la police à se retourner contre le gouvernement, provoquant sa chute.

## Fonctionnement
Il est généralement considéré comme une institution d’élite et est depuis sa fondation étroitement contrôlé par l’oligarchie de Santa Cruz, le plus riche département de la Bolivie. Pour être candidat à sa présidence, il faut être parrainé par des notables influents et mener une campagne qui « coûte cher », explique Herland Vaca Diez Busch, président du comité de 2011 à 2013. Il est également nécessaire d’être né à Santa Cruz et d'y vivre depuis plus de quinze ans. Il fallait par ailleurs, jusqu'aux années 2010, être fils de parents crucéniens. Les femmes semblent être tenues à distance des fonctions dirigeantes. Si le comité comprend une « section féminine », celle-ci demeure périphérique et cantonnée aux relations sociales.
Une grande partie des responsables politiques de Santa Cruz est issue du comité.